# Polygala santanderensis
Polygala santanderensis är en jungfrulinsväxtart som beskrevs av Kilip och Steyerm.. Polygala santanderensis ingår i släktet jungfrulinssläktet, och familjen jungfrulinsväxter. Inga underarter finns listade i Catalogue of Life.